# ニコラス・ノイス
ニコラス・ノイス・ジュニア (Nicholas Noyes Jr.、1647年12月22日、　ニューベリー (マサチューセッツ州) - 1717年12月13日、セイラム (マサチューセッツ州))はマサチューセッツ州セイラムの牧師で。セイラム魔女裁判の関係者。二代目牧師でジョン・ヒギンソン牧師に"Teacher," と呼ばれる。セイラム魔女裁判の間、公式牧師を務めた。

## 生涯
ハーバード大学を1667年に卒業し、ハッダム (コネチカット州) で13年間伝道した後、1683年にセイラムに引っ越し、死ぬまで現地で牧師を務めた。1675年から1676年におけるフィリップ王戦争ではコネチカット州軍の従軍牧師として過ごした。
1692年7月19日サラ・グッドの死刑執行前、彼女に神に罪を告白するよう言った。その時、彼女は最後に“You are a liar! I am no more a witch than you are a wizard, and if you take away my life God will give you blood to drink.”という有名な言葉を吐いた。皮肉なことに、25年後、彼は出血多量により、自分の血で窒息死、死亡した。
1692年9月22日にメアリー・パーカーら魔女とされた人物の最終絞首刑の牧師を務めた。つり下がった死刑囚の遺体を見て、彼は“What a sad thing it is to see eight firebrands of hell hanging there.”と言ったと報告されている。
彼はその後、意見を撤回して、魔術の迫害に対する誤りを告白した。

## 著書
- Election Sermon (1698)
- a poem on the death of Joseph Green (1715)
- verses prefixed to Cotton Mather's Magnalia

## 関連文献
Upham, Charles (1980). Salem Witchcraft. New York: Frederick Ungar Publishing Co., 2 vv, v.1 pp. 117, 271, 299, v.2 pp. 43, 48, 55, 89, 170, 172, 184, 245, 253, 269, 290, 292, 314, 365, 485, 550.